# Tergurid
Tergurid (INN) je serotoninski antagonist. On se koristi za lečenje hiperprolaktinemije. Tergurid je oralni, potentni antagonist  i  serotoninskih receptora. Serotonin stimuliše proliferaciju glatkih mišićnih ćelija plućnih arterija, i indukuje fibrozu u zidu plućnih arterija. Ova dva efekta zajedno uzrokuju vaskularno remodelovanje i sužavanje plućnih arterija. Te promene dovode do povećanog vaskularnog otpora i PAH-a. Usled moguće antiproliferativne i antifibrotičke aktivnosti tergurida, ovaj potencijalni lek nalazi primenu u tretmanu vakularnog remodelovanja plućnih arterija i usporavanju progresa bolesti. 
Maja 2008, tergurid je odobren kao orfanski lek za tretman pulmonarne arterijske hipertenzije.
Maja 2010 Pfizer je kupio globalna prava na ovaj lek.

## Spoljašnje veze
|  | Molimo Vas, obratite pažnju na važno upozorenje u vezi sa temama iz oblasti medicine (zdravlja). |